# Vem var det som kasta?
"Vem var det som kasta?" (även känt som Skogsturken eller Too serious) är ett videoklipp som har blivit ett av Sveriges största Youtube-fenomen. Klippet delades först via direktmeddelandeprogrammet ICQ innan det år 2006 laddades upp på Youtube. Fram till 2014 hade klippet visats över 4,4 miljoner gånger på Youtube.

## Videon
Klippet visar ett gräl mellan flera personer vid parkområdet Djäkneberget i Västerås under sommaren 2003. Bakgrunden till bråket är att frisbeegolf utövas men inte alla närvarande deltar, somliga sitter och grillar på frisbeegolfbanan. En röd frisbee ses i filmen komma singlande nedför en backe där sikten är skymd. Den närmar sig en vitklädd man bärandes en dryck i handen. Mannen viker ned huvudet för att undvika att bli träffad, man ser därefter frisbeen ligga på marken bakom honom. Mannen har spillt sin dryck över skjortan när han parerade för frisbeen. Han blir arg och börjar röra sig mot kameran, han säger: "Vem var det som kasta?" Mannen konfronterar personerna som filmar och fortsätter grälet.

## Medverkande
Aftonbladet kom i november 2009 fram till att mannen som kastade frisbeen hette Jörgen Leisdal och mannen som filmade hette Micke Åhlin. Tidningens reporter Sanna Lennartsson spårade även upp den man som i klippet får frisbeen kastad mot sig. Den anonyma mannen avböjde intervju men kunde berätta att han inte var sur och att han då i efterhand kunde skratta åt händelsen. År 2007 deltog Åhlin med klippet i ett avsnitt av TV-programmet Klippshowen på Kanal 5, det utsågs till avsnittets vinnande klipp och premierades med 25 000 kronor. Leisal sålde frisbeen på Tradera i juni 2019. Det vinnande budet på 18 500 kronor gick i sin helhet till den ideella organisationen Suicide Zero som arbetar för att minska antalet självmord.

## Avslagen motion i kommunalfullmäktige om att kulturmärka videon
Centerpartiet i Västerås lade genom sin gruppledare Lars Kallsäby en motion om att kulturmärka platsen där "Skogsturken" utspelade sig, med till exempel ett konstverk vid utkastet på hål två. Stadsledningskontoret utlåtande över motionen var: "Förslaget att tillskapa ett konstverk utifrån youtubeklippet "vem var det som kasta?" bedöms inte tillföra några värden som staden ska understödja." Den 8 november 2012 avgjordes frågan i kommunfullmäktige i Västerås och fick avslag.

## Kritik
Efter debatten i Västerås kommunfullmäktige 2012 uttalade Jonas Cronert, politisk sekreterare för Socialdemokraterna i Västerås, att klippet är en form av vuxenmobbning som ofta används i rasistkretsar och på hemsidor med främlingsfientligt innehåll. Den politiske sekreteraren för Centerpartiet i Västerås, Mikael Palmqvist menade att videon "speglar en viktig period i unga vuxna människors kultur och vardag".
Enligt Marcus Priftis i Svenska Dagbladet 2012 är videon en del av den "normaliserande rasismen" vilken bygger på en rasistisk tankefigur, där ett aggressivt och ociviliserat beteende knyts till etniciteten turk. Mustafa Emre Akin från turkiska ungdomsförbundet menar i en artikel på Newsmill 2009 att videons titel "Skogsturken" är en "oupplyst rasistisk skam" på Nazitysklands nivå.

## Parodier och vidare spridning
Klippet har parodierats och hyllats i olika sammanhang. När företaget Com Hem 2009 firade att man levererat bredband åt svenska folket i 10 år gav man ut en reklamfilm där företagets karaktär Judith ses återskapa olika internetfenomen, bland annat Vem var det som kasta? I SVT:s Melodifestivalen år 2010 förekom skådespelaren Dolph Lundgren i en miniserie som kallades Hotet mot Melodifestivalen, i det fjärde och sista avsnittet fäller Lundgren repliken "vem var det som kasta?" efter att ha träffats av en kotte.
År 2021 tog företaget Stormaktstiden fram ett samlarkort baserat på klippet, som en del i en serie av tio kort om Sveriges mest uppmärksammade internetfenomen under 2000-talet. I avsnitt 10 av den tredje säsongen av SVT:s satiriska dockserie Herr Talman från 2024 träffas Centerpartiets partiledare Muharrem Demirok av en förlupen golfboll, slagen av Jacob Wallenberg, varvid han utbrister: "Vem var det som golfa? Va? Vem var det som fucking golfa?".